# Vélizy-Villacoublay
Vélizy-Villacoublay is een gemeente in het Franse departement Yvelines (regio Île-de-France) en telt 20.342 inwoners (1999). De plaats maakt deel uit van het arrondissement Versailles. De gemeente is gastheer van de Institut des sciences et techniques des Yvelines in Mantes-la-Ville.

## Geografie
De oppervlakte van Vélizy-Villacoublay bedraagt 8,9 km², de bevolkingsdichtheid is 2285,6 inwoners per km².
De onderstaande kaart toont de ligging van Vélizy-Villacoublay met de belangrijkste infrastructuur en aangrenzende gemeenten.

## Demografie
Onderstaande figuur toont het verloop van het inwonertal (bron: INSEE-tellingen).